# Veronika Nowag-Jones
Veronika Nowag-Jones, geborene Nowag, (* 1946 in Leipzig) ist eine deutsche Schauspielerin und Theaterregisseurin.

## Leben
Veronika Nowag-Jones absolvierte von 1962 bis 1966 ihr Schauspielstudium an der Hochschule für Musik und Theater in Leipzig. Ihre ersten Theaterengagements hatte sie am Nationaltheater Weimar (1968–1970) sowie am Theater Nordhausen und am Theater Meiningen (1972–1974). Sie unternahm zwei Fluchtversuche aus der DDR und wurde wegen Republikflucht inhaftiert. Ihr beruflicher und privater Neuanfang begann 1974 in West-Berlin.
Nach ihrer Übersiedlung in den Westen war sie von 1976 bis 1979 Mitglied der George-Tabori-Gruppe „Theaterlabor“ am Stadttheater Bremen. Anfang der 1980er Jahre zog Nowag-Jones nach New York, wo sie von 1980 bis 1982 Ensemblemitglied bei der freien New Yorker Theaterkompagnie New York Street Theatre Caravan war. 1980 inszenierte sie ihr erstes eigenes Stück Homeless women über und mit obdachlosen Frauen, das u. a. beim Theaterfestival Wien aufgeführt wurde. Von 1984 bis 1987 war sie als Schauspielerin, Regisseurin und Künstlerische Leiterin am Theatre Center in Philadelphia tätig. In dieser Zeit gab sie Gastspiele in Caracas, New York City und in weiteren Städten der Vereinigten Staaten. In Atlanta (Theater „7 Stages“) und Knoxville („Clarence Brown Theatre“) inszenierte sie Stücke von George Tabori, Sam Shepard und Klassiker wie Die Troerinnen.
Ab 1989 trat sie an verschiedenen Berliner Bühnen und bei freien Berliner Ensembles („Berlin Playactors“, Theater am Kurfürstendamm, Theater unterm Dach, Baracke des Deutschen Theaters) auf. 2015 gastierte sie am ACUD-Theater in Berlin.
Neben ihrer Theaterarbeit war Nowag-Jones seit den 1970er Jahren als Darstellerin im Kino und im Fernsehen aktiv. Ihre ersten Filmarbeiten entstanden noch bei der DEFA. Für das Kino arbeitete sie mit Regisseuren wie Bernhard Stephan, Marc Ottiker, Marco Kreuzpaintner, Veit Helmer, Sylke Enders, Martin Walz (als Mutter von Alexandra Neldel in Märzmelodie), Marcus O. Rosenmüller (als jüdische Oma in Wunderkinder), Sheri Hagen und Florian Gottschick.
Fernsehproduktionen mit Nowag-Jones entstanden unter anderem unter der Regie von Karl Fruchtmann, Robert Dornhelm, Niki Stein, Dror Zahavi und Oren Schmuckler. Zu ihren internationalen Produktionen gehört der TV-Zweiteiler Anne Frank (2001). Außerdem wirkte sie in der US-amerikanischen Fernsehserie Public Morals (2015) mit. 
Häufig als klassische Nebendarstellerin eingesetzt, verkörperte sie im Kino und im Fernsehen unzählige Verwandte (Mütter, Tanten, Großmütter), Bedienstete und Angestellte (wie Stationsschwester, Hebamme, Sprechstundenhilfe), Nachbarinnen und Zeuginnen. Eine Hauptrolle hatte sie in Elke Heidenreichs Politsatire Kein schöner Land (1985, Regie: Klaus Emmerich) als Ehefrau eines Bundestagskandidaten. 
Sie übernahm Rollen in zahlreichen deutschen TV-Serien und Krimireihen. Sie stand in Episodenrollen u. a. für TV-Serien wie SOKO Leipzig (2005), SOKO Wismar (2008 und 2012), Klinik am Alex (2005) und Ein Fall von Liebe (2015) vor der Kamera. In der 18. Staffel der Fernsehserie In aller Freundschaft (2015) hatte sie eine Episodenhauptrolle als alkoholkranke Patientin und Freundin der Serienfigur Barbara Grigoleit (Uta Schorn).
Ab 1989 lebte sie gemeinsam mit ihrem Mann, dem Jazzmusiker Sirone († 2009), in Berlin. Ab 1992 unterrichtete sie am Institut für Schauspiel, Film- und Fernsehberufe (ISFF). Sie ist Gründerin des Schauspielstudios „Acting for the Camera“. Nowag-Jones wohnte viele Jahre abwechselnd in New York City und Berlin, mittlerweile ist Berlin ihr Lebensmittelpunkt.

## Filmografie
- 1974: Für die Liebe noch zu mager? (Kinofilm)
- 1978: Gesche Gottfried (Fernsehfilm)
- 1985: Kein schöner Land (Fernsehserie)
- 1991: Sag mal Aah! (Fernsehserie)
- 1992: Der Fahnder: Der vierte Mann (Fernsehserie, eine Folge)
- 1994: Nah am Wasser (Kinofilm)
- 2001: Anne Frank (Fernsehfilm)
- 2002: Am Ende des Tunnels (Fernsehfilm)
- 2002: Pengo! Steinzeit! (Fernsehserie)
- 2003: Ganz und gar (Kinofilm)
- 2003: Tor zum Himmel (Kinofilm)
- 2003: Kroko (Kinofilm)
- 2004: Die Kirschenkönigin (Fernsehfilm)
- 2005: SOKO Leipzig: Die weiße Frau (Fernsehserie, eine Folge)
- 2007: Im Namen des Gesetzes: Vertrauensbruch (Fernsehserie, eine Folge)
- 2008: Märzmelodie (Kinofilm)
- 2008: Plötzlich Millionär (Fernsehfilm)
- 2008: SOKO Wismar: Tödliche Medizin (Fernsehserie, eine Folge)
- 2009: Woran dein Herz hängt (Fernsehfilm)
- 2010: Bis nichts mehr bleibt (Fernsehfilm)
- 2011: Wunderkinder (Kinofilm)
- 2012: Auf den zweiten Blick (Kinofilm)
- 2012: Klinik am Alex: Gewissensfragen (Fernsehserie, eine Folge)
- 2012: SOKO Wismar: Schlechter Umgang (Fernsehserie, eine Folge)
- 2015: Public Morals (Fernsehserie)
- 2015: Ein Fall von Liebe: Das Geisterhaus (Fernsehserie, eine Folge)
- 2015: In aller Freundschaft: Mogelpackung (Fernsehserie, eine Folge)
- 2015: Anderst schön (Fernsehfilm)
- 2016: Fucking Berlin (Kinofilm)
- 2018: Reise nach Jerusalem (Kinofilm)
- 2018: Lotte Jäger und die Tote im Dorf (Fernsehfilm)
- 2018: Der Prag-Krimi: Der kalte Tod (Fernsehreihe)
- 2018: Herzkino.Märchen: Der Froschkönig (Fernsehfilm)
- 2019: Song for Maria (Kinofilm)
- 2019: SOKO Wismar: Sicher im Alter (Fernsehserie, eine Folge)
- 2020: Hunters: In the Belly of the Whale (Fernsehserie, eine Folge)
- 2021: Sweet Disaster
- 2025: Polizeiruf 110: Spiel gegen den Ball (Fernsehreihe)